# Tajjibat al-Imam
Tajjibat al-Imam (arab. طيبة الإمام) – miasto w Syrii, w muhafazie Hama. W 2004 roku liczyło 24 105 mieszkańców.